# Выбор телевизионных критиков (премия, 2014)
<< 3-я Церемонии вручения 5-я >>
Четвёртая церемония вручения премии «Выбор телевизионных критиков» (англ. 4th Critics' Choice Television Awards), созданная и вручаемая Ассоциацией Телевизионных журналистов состоялось 19 июня 2014 года в отеле Беверли Хиллз В Лос-Анджелесе, штат Калифорния. Список номинантов был объявлен 28 мая 2013 года. Церемония транслировалась на The CW, а ведущим выступил Седрик «Развлекатель».
Церемония впервые за всю свою историю транслировалась по «национальному телевидению».                                                       Лидерами по числу побед стали:  «Оранжевый — хит сезона», «Фарго», «Во все тяжкие» и «Обычное сердце».

## Лауреаты и номинанты
| Программы | Программы |
| Лучший драматический сериал | Лучший комедийный сериал |
| --- | --- |
| «Во все тяжкие» (AMC) - «Американцы» (FX) - «Игра престолов» (HBO) - «Хорошая жена» (CBS) - «Мастера секса» (Showtime) - «Настоящий детектив» (HBO) | «Оранжевый — хит сезона» (Netflix) - «Теория Большого взрыва» (CBS) - Broad City (Comedy Central) - «Луи» (FX) - «Кремниевая долина» (HBO) - «Вице-президент» (HBO) |
| Лучший фильм | Лучший мини-сериал |
| «Обычное сердце» (HBO) - «Приключение в пространстве и времени» (BBC America) - «Бёртон и Тейлор» (BBC America) - «Убийство Кеннеди» (National Geographic Channel) - «Шерлок: His Last Vow» (PBS) - The Trip to Bountiful (Lifetime) | «Фарго» (FX) - «Американская история ужасов» (FX) - Bonnie and Clyde: Dead and Alive (A&E/History/Lifetime) - «Танцы на грани» (Starz) - The Hollow Crown (PBS) - «Лютер» (BBC America) |
| Лучший анимационный сериал | Самый ожидаемый новый сериал (все награждены) |
| «Спецагент Арчер» (FX) - «Время приключений с Финном и Джейком» (Cartoon Network) - «Бургеры Боба» (FOX) - «Гриффины» (FOX) - «Финес и Ферб» (Disney Channel) - «Симпсоны» (FOX) | - «За пределами» (CBS) - «Готэм» (FOX) - «Остановись и гори» (AMC) - «Оставленные» (HBO) - «Чужестранка» (Starz) - «Страшные сказки» (Showtime) - «Штамм» (FX) |
| Лучшие актёры в комедийных сериалах | |
| Лучший актёр | Лучшая актриса |
| Джим Парсонс за роль Dr. Sheldon Cooper — «Теория Большого взрыва» - Луи Си Кей за роль Louie — «Луи» - Крис Мессина за роль Dr. Danny Castellano — «Проект Минди» - Томас Миддлдитч за роль Richard Hendriks — «Кремниевая долина» - Адам Скотт за роль Ben Wyatt — «Парки и зоны отдыха» - Робин Уильямс за роль Simon Roberts — «Сумасшедшие»                        | Джулия Луи-Дрейфус за роль Selina Meyer — «Вице-президент» - Илана Глейзер за роль Ilana Wexler — Broad City - Венди Маклендон-Кови за роль Beverly Goldberg — «Голдберги» - Эми Полер за роль Leslie Knope — «Парки и зоны отдыха» - Эмми Россам за роль Fiona Gallagher — «Бесстыдники» - Эми Шумер за роль себя — Inside Amy Schumer                                                                   |
| Лучший актёр второго плана | Лучшая актриса второго плана |
| Андре Брауэр за роль Capt. Ray Holt — «Бруклин 9-9» - Кит Дэвид за роль Command Sergeant Major Donald Cody — «Завербован» - Тони Хейл за роль Gary Walsh — «Вице-президент» - Альберт Цай за роль Bert Harrison — «Третья жена» - Кристофер Эван Уэлш за роль Peter Gregory — «Кремниевая долина» - Джереми Аллен Уайт за роль Phillip «Lip» Gallagher — «Бесстыдники»  | Эллисон Дженни за роль Bonnie Plunkett — «Мамочка» Кейт Малгрю за роль Galina «Red» Reznikov — «Оранжевый — хит сезона» - Маим Бялик за роль Dr. Amy Farrah Fowler — «Теория Большого взрыва» - Лаверна Кокс as Sophia Burset — «Оранжевый — хит сезона» - Кейли Куоко за роль Penny — «Теория Большого взрыва» - Мерритт Уивер за роль Zoey Barkow — «Сестра Джеки»                                      |
| Лучшие актёры в драматических сериалах | |
| Лучший актёр | Лучшая актриса |
| Мэттью Макконахи за роль Det. Rustin «Rust» Cohle — «Настоящий детектив» - Брайан Крэнстон за роль Walter White — «Во все тяжкие» - Хью Дэнси за роль Will Graham — «Ганнибал» - Фредди Хаймор за роль Norman Bates — «Мотель Бейтс» - Мэттью Риз за роль Philip Jennings — «Американцы» - Майкл Шин за роль Dr. William H. Masters — «Мастера секса»                   | Татьяна Маслани за разные роли — «Тёмное дитя» - Лиззи Каплан за роль Dr. Virginia E. Johnson — «Мастера секса» - Вера Фармига за роль Norma Bates — «Мотель Бейтс» - Джулианна Маргулис за роль Alicia Florrick — «Хорошая жена» - Кери Рассел за роль Elizabeth Jennings — «Американцы» - Робин Райт за роль Claire Underwood — «Карточный домик»                                                       |
| Лучший актёр второго плана | Лучшая актриса второго плана |
| Аарон Пол за роль Jesse Pinkman — «Во все тяжкие» - Джош Чарльз за роль Will Gardner — «Хорошая жена» - Уолтон Гоггинс за роль Boyd Crowder — «Правосудие» - Питер Сарсгаард за роль Ray Seward — «Убийство» - Джон Войт за роль Mickey Donovan — «Рэй Донован» - Джеффри Райт за роль Dr. Valentin Narcisse — «Подпольная империя»                                     | Беллами Янг за роль First Lady Melody «Mellie» Grant — «Скандал» - Кристин Барански за роль Diane Lockhart — «Хорошая жена» - Анна Ганн за роль Skyler White — «Во все тяжкие» - Аннет Махендру за роль Nina Sergeevna — «Американцы» - Мелисса Макбрайд за роль Carol Peletier — «Ходячие мертвецы» - Мэгги Сифф за роль Dr. Tara Knowles-Teller — «Сыны анархии»                                        |
| Лучшие актёры в фильмах / мини-сериалах | |
| Лучший актёр | Лучшая актриса |
| Билли Боб Торнтон за роль Lorne Malvo — «Фарго» - Дэвид Брэдли за роль William Hartnell — «Приключение в пространстве и времени» - Бенедикт Камбербэтч за роль Sherlock Holmes — «Шерлок: His Last Vow» - Чиветел Эджиофор за роль Louis Lester — «Танцы на грани» - Мартин Фримен за роль Lester Nygaard — «Фарго» - Марк Руффало за роль Ned Weeks — «Обычное сердце» | Джессика Лэнг за роль Fiona Goode — «Американская история ужасов» - Хелена Бонэм Картер за роль Elizabeth Taylor — «Бёртон и Тейлор» - Минни Драйвер за роль Maggie Royal — Return to Zero - Вупи Голдберг за роль Viola — A Day Late and a Dollar Short - Холлидей Грейнджер за роль Bonnie Parker — Bonnie and Clyde: Dead and Alive - Сисели Тайсон за роль Mrs. Carrie Watts — The Trip to Bountiful  |
| Лучший актёр второго плана | Лучшая актриса второго плана |
| Мэтт Бомер за роль Felix Turner — «Обычное сердце» - Уоррен Браун за роль Justin Ripley — «Лютер» - Мартин Фримен за роль Dr. Watson — «Шерлок: His Last Vow» - Колин Хэнкс за роль Officer Gus Grimly — «Фарго» - Джо Мантелло за роль Mickey Marcus — «Обычное сердце» - Блэр Андервуд за роль Ludie Watts — The Trip to Bountiful                                    | Эллисон Толман за роль Deputy Molly Solverson — «Фарго» - Аманда Аббингтон за роль Mary Watson — «Шерлок: His Last Vow» - Кэти Бэйтс за роль Delphine LaLaurie — «Американская история ужасов» - Эллен Бёрстин за роль Olivia Foxworth — «Цветы на чердаке» - Джессика Рейн за роль Verity Lambert — «Приключение в пространстве и времени» - Джулия Робертс за роль Dr. Emma Brookner — «Обычное сердце» |
| Приглашенные актёры | |
| В комедийном сериале | В драматическом сериале |
| Узо Адуба за роль Suzanne «Crazy Eyes» Warren — «Оранжевый — хит сезона» - Сара Бейкер за роль Vanessa — «Луи» - Джеймс Эрл Джонс за роль Himself — «Теория Большого взрыва» - Мими Кеннеди за роль Marjorie Armstrong — «Мамочка» - Эндрю Рэннеллс за роль Elijah Krantz — «Девчонки» - Лорен Уидман за роль Doris — «В поиске»                                        | Эллисон Дженни за роль Margaret Scully — «Мастера секса» - Бо Бриджес за роль Provost Barton Scully — «Мастера секса» - Уолтон Гоггинс за роль Venus Van Dam — Sons of Anarchy - Джо Мортон за роль Rowan «Eli» Pope — «Скандал» - Кэрри Престон за роль Elsbeth Tascioni — «Хорошая жена» - Дайана Ригг за роль Lady Olenna Tyrell — «Игра престолов»                                                    |
| Реалити и варьете | |
| Реалити | Реалити-конкурсные |
| Cosmos: A Spacetime Odyssey (FOX/National Geographic Channel) - Deadliest Catch (Discovery) - Duck Dynasty (A&E) - MythBusters (Discovery) - Top Gear (History) - Undercover Boss (CBS) | Shark Tank (ABC) - The Amazing Race (CBS) - Project Runway (Lifetime) - Survivor (CBS) - Top Chef (Bravo) - The Voice (NBC) |
| Ток-шоу | Ведущий реалити-шоу |
| The Tonight Show Starring Jimmy Fallon (NBC) - Conan (TBS) - The Colbert Report (Comedy Central) - The Daily Show (Comedy Central) - The Ellen DeGeneres Show (NBC) - Jimmy Kimmel Live! (ABC) | Нил Деграсс Тайсон — Cosmos: A Spacetime Odyssey - Том Бержерон — Dancing with the Stars - Карсон Дейли — The Voice - Кэт Дили — So You Think You Can Dance - Гордон Рамзи — MasterChef - Ру Пол — RuPaul’s Drag Race |